# Néstor Cerpa Cartolini
Luis Néstor Fortunato Cerpa Cartolini, conosciuto anche con il nome di battaglia Compagno Evaristo (Lima, 14 agosto 1953 – Lima, 22 aprile 1997), è stato un rivoluzionario peruviano, membro e leader del Movimento Rivoluzionario Túpac Amaru (MRTA).

## Biografia
Cerpa nacque nel distretto di Lima di La Victoria. Come leader sindacale negli anni '70 fu coinvolto nell'occupazione degli operai della fabbrica tessile Cromotex nel dicembre 1978, che fu violentemente conclusa dal governo militare nel febbraio 1979, con la morte di diversi lavoratori. Dopo il rilascio dei sopravvissuti alla fine del 1979, Cerpa organizzò un sit-in presso l'ufficio delle comunicazioni delle Nazioni Unite a Lima. 
Negli anni '80 aderì al nascente MRTA e diventò rapidamente il leader del comitato della zona di San Martín, e assunse successivamente la leadership nazionale dell'MRTA entrando in clandestinità nel 1984 .  Come membro dell'MRTA, fu accusato di aver diretto e/o partecipato a: 
- Assalto della sede di Lima del quotidiano El Nacional, costringendo i suoi lavoratori a stampare una dichiarazione dell'MRTA.
- Esposizione di una bandiera del movimento in Plaza Unión a Lima, il 9 settembre 1984.
- Incendio premeditato al KFC Benavides Avenue, Surco, Lima, il 20 marzo 1985.
- Tentativo di attaccare l'ufficio di Sedapal, situato all'incrocio tra Benavides Avenue e La Paz a Miraflores.
- Assalto e rapina a mano armata alla Galleria San Borja il 30 marzo 1985, sempre a Lima.
- Assalto all'Istituto Tecnologico Julio C. Tello a Villa El Salvador il 6 maggio 1985.
- Assalto e rapina a mano armata contro Electro Perú, Lima, il 25 maggio 1985.

In clandestinità sposò Nancy Glivonio Conde, destinata anch'essa ad entrare nella formazione rivoluzionaria, e dalla quale ebbe due figli. Al momento dell'arresto della madre nel 1993, questi furono affidati alla madre di Néstor Cerpa che espatriò in Francia. Alla coppia fu dedicata anche una copertina del settimanale Newsweek .
Alla fine del 1985 si recò in Colombia, dove diresse la squadra "Leoncio Prado", uno dei tre squadroni MRTA che parteciparono a un'operazione militare congiunta con l'M-19 colombiano e il movimento sovversivo dell'Ecuador. Dopo il suo ritorno in Perù e dopo la cattura di Victor Polay Campos, leader ideologico dell'MRTA, Cerpa divenne il leader più importante dell'MRTA e uno dei pochi volti noti del movimento. 
Dopo l'autogolpe dell'aprile 1992 del presidente peruviano Alberto Fujimori, MRTA subì pesanti perdite per mano della polizia peruviana e dell'esercito, che portarono l'organizzazione sull'orlo della sconfitta. In questo contesto, Cerpa e i leader dell'MRTA pensarono a un'azione spettacolare per far uscire MRTA dal suo crescente isolamento. 
Il 17 dicembre 1996, Cerpa guidò una squadra di comando dell'MRTA per impossessarsi della residenza dell'ambasciatore giapponese a Lima, operazione comunemente conosciuta come Crisi dell'ambasciata giapponese a Lima. La richiesta principale dell'MRTA era lo scambio degli ostaggi con parte dei 465 membri dell'MRTA in carcere, tra cui la moglie di Cerpa, Nancy Gilvonio, i membri cileni dell'organizzazione e la cittadina statunitense Lori Berenson. Il governo respinse le richieste e il 22 aprile 1997, dopo 126 giorni, una squadra di 800 uomini dei commando delle Forze armate peruviane prese d'assalto la residenza dell'ambasciatore del Giappone per salvare tutti gli ostaggi. Tutti i guerriglieri MRTA  morirono durante il blitz, insieme ad uno degli ostaggi e a due soldati. 
Il 24 aprile 1997, il corpo di Néstor Cerpa fu sepolto in una fossa comune senza un nome e senza cerimonie nel cimitero di Nueva Esperanza nel sobborgo di Lima a Villa María del Triunfo.  Anni dopo, i suoi resti furono riesumati e trasferiti in un altro cimitero.

## Le reazioni in Italia
In Italia molti comitati legati a movimenti di sinistra stigmatizzarono l'azione del governo peruviano  e l'opinione pubblica fu colpita dalla lettera che Cerpa lasciò al figlio Néstor Gabriel . La sezione di Rifondazione Comunista di Napoli dedicò al guerrigliero la sezione locale e il suo foglio di informazione .
Il giornalista Gianni Minà dedicò alla madre di Cerpa Cartolini, rifugiata in Francia, un'intervista all'interno del programma Storie ,
Il regista italiano Bernardo Bertolucci decise nel 2006 di scrivere la sceneggiatura di un film che raccontasse l'attacco dei Túpac Amaru, dal titolo provvisorio Bel canto e tratto dal romanzo omonimo della scrittrice statunitense Ann Patchett . Il progetto, dopo diverse traversie, è ripartito nel 2016 .
Il gruppo musicale Modena City Ramblers dedicò a Cerpa Cartolini la canzone Il ballo di Aureliano.
A Néstor Cerpa Cartolini e ai suoi compagni è dedicata una salita della Parete Est del Corno Piccolo del Gran Sasso .